# Будянский сельский совет (Ичнянский район)
Будянский сельский совет (укр. Будянська сільська рада) — входит в состав
Ичнянского района
Черниговской области
Украины.
Административный центр сельского совета находится в
с. Буды.

## Населённые пункты совета
- с. Буды
- с. Грабов
- с. Лучковка
- с. Пелюховка
- с. Червоное